# Charing Cross Road

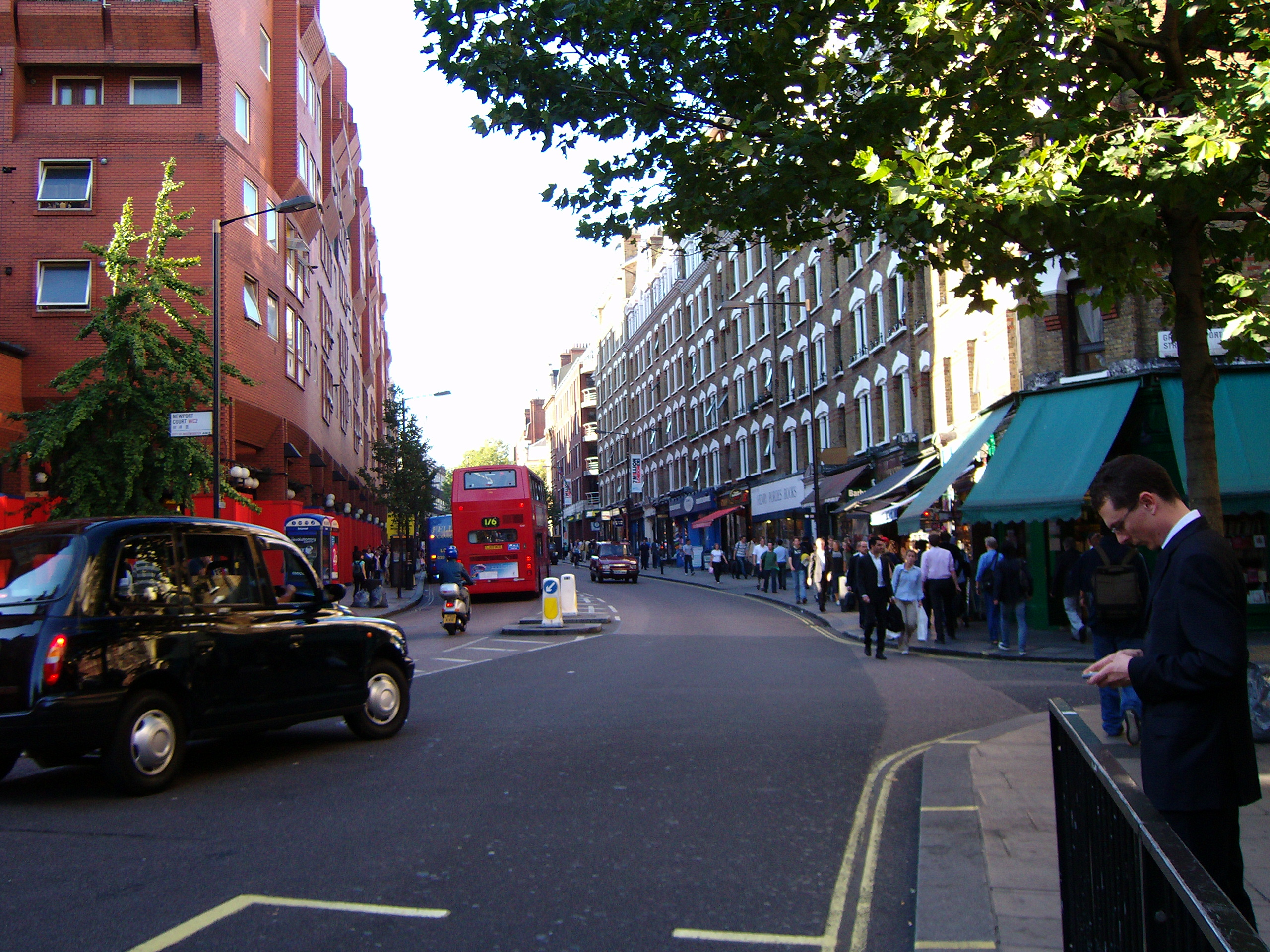
Charing Cross Road, London, Richtung Norden von der Kreuzung mit Long Acre aus gesehen.

Charing Cross Road ist eine Straße in London, die vom Trafalgar Square nach Norden bis St Giles Circus führt (der Kreuzung mit der Oxford Street) und dann zur Tottenham Court Road wird. Sie ist nach dem Charing Cross benannt, von dem sie ausgeht. Das ursprüngliche Charing Cross wurde von Eduard I. als eines der Kreuze errichtet, die den Weg der sterblichen Überreste seiner Frau, Königin Eleonore von Kastilien, nach London kennzeichneten. An ihrem nördlichen Ende bildet die Charing Cross Road die Grenze zwischen den Stadtteilen Soho in der City of Westminster und St Giles im alten Metropolitan Borough of Holborn.
Die Charing Cross Road wurde vom Metropolitan Board of Works zusammen mit der Shaftesbury Avenue angelegt. Die beiden Straßen gehören zu mehreren, die in viktorianischer und edwardianischer Zeit gebaut wurden, um den Verkehrsfluss durch Zentral-London zu verbessern. Weitere Beispiele sind Thames Embankment, Northumberland Avenue, Kingsway und Aldwych. Die Charing Cross Road wurde durch einen Gesetzeserlass von 1877 zu Kosten von £778,238 angelegt. Sie schloss Teile der Wegführung älterer Straßen mit ein.
Die Charing Cross Road ist bekannt für ihre Buchhandlungen, vor allem Fachbuchhandlungen und Antiquariate. Im Abschnitt von der U-Bahn-Station Leicester Square bis Cambridge Circus befanden sich spezialisierte Buchhandlungen wie Zwemmer’s (Kunstbücher), Murder One (Kriminalromane und Liebesromane) und ComicShowcase (2006 geschlossen). Die meisten dieser Läden sind im Erdgeschoss eines Wohnblocks eingemietet, der einer gemeinnützigen Sozialwohnungs-Gesellschaft (sogenannte Housing association) gehört. 2001 entschied die Gesellschaft, die Mieten für die Ladenlokale drastisch zu erhöhen, um sie dem Marktstandard anzunähern. Dies führte zu Protesten der Buchhändler, die die Ansicht vertraten, eine wertvolle Dienstleistung anzubieten und damit zum Charakter der Gegend beizutragen. Sie fanden, dass sie von einer gemeinnützigen Gesellschaft wie der Housing association nicht auf diese Weise behandelt werden sollten. Das Gegenargument der Gesellschaft war, dass die Buchhändler von ihren wenig verdienenden Wohnungsmietern subventioniert würden, wenn sie keine marktgemäße Miete bezahlten. Die Buchhändler konnten in der Öffentlichkeit beachtliche Unterstützung gewinnen und die Mieten wurden weniger stark erhöht; trotzdem schlossen mehrere Buchhandlungen. Zu den Läden, die schlossen, gehört die Frauenbuchhandlung Silver Moon, die von Foyles eingegliedert wurde. Weitere Antiquariate befinden sich an der nahe gelegenen Straße Cecil Court.
Im oberen Abschnitt ab Cambridge Circus finden sich Sortimentsbuchhandlungen wie Borders, Blackwell’s und Foyles. Erwähnenswert sind auch die Musikläden an der Denmark Street (die auch als Großbritanniens Tin Pan Alley bezeichnet wird). Um 1963 befanden sich mehrere Gitarrenläden in der Straße, von Paul McCartney als „Zentrum für Gitarren“ bezeichnet. Das Astoria-Theatre und das St Martin’s Arts College befanden sich ebenfalls an der Charing Cross Road, desgleichen einige Theater, beispielsweise das Phoenix Theatre mit seinem Eingang an der benachbarten Phoenix Street.
Eine langjährige Korrespondenz zwischen der New Yorker Autorin Helene Hanff und den Angestellten einer wirklich existierenden Buchhandlung an der Charing Cross Road, Marks & Co., war die Inspiration für ihr Buch 84 Charing Cross Road (1970). 1986 wurde das Buch mit Anne Bancroft und Anthony Hopkins in den Hauptrollen verfilmt. Es wurde auch als Theaterstück und als Hörspiel der BBC produziert. An der Charing Cross Road Nr. 84 befindet sich schon seit Jahren keine Buchhandlung mehr (zurzeit eine All Bar One), jedoch erinnert eine Gedenktafel an Marks & Co.
Am Südende der Straße befindet sich eine Statue von Edith Cavell. Am Nordende liegt der Phoenix Garden, ein Kleingarten der Anwohner.
In Joanne K. Rowlings populärer Buchreihe Harry Potter wird ein Pub namens The Leaky Cauldron (in deutscher Übersetzung Tropfender Kessel) an der Charing Cross Road beschrieben, der das Tor zur Haupteinkaufsstraße der Zauberer, der Winkelgasse bildet und der auch Unterkünfte für Magier zur Verfügung stellt. Die Straße wird ebenfalls im Lied Home for a Rest der kanadischen Band Spirit of the West erwähnt.